# Galina Čajka
Galina Čajka Kuhar, slovenska balerina kazahstanskega rodu, * 1. april 1971, Almaty.

## Življenjepis
Diplomirala je leta 1989 na Baletni akademiji A. Vaganove v Sankt Peterburgu. Po diplomi je postala članica Narodnega gledališča Abaja v Almatyju, leta 1991 pa je postala članica nasambla Narodnega gledališča Musorgskega v Sankt Peterburgu. Leta 1994 je postala članica in leta 1999 solistka v ansamblu mariborskega Baleta.

## Nagrade
- Nagrada Lydie Wisiakove za upodobitev vlog Nikije in Gamzati v baletu Bajadera.[2]